# タマサンカ・ジャンティ
タマサンカ・ジャンティ（英語: Thamsanqa Jantjie、1979年ごろ - ）は、南アフリカの元手話通訳者。
2013年12月、故ネルソン・マンデラ元大統領の公式追悼式に手話通訳者として登場し、世界的に知られるようになった。日本では「デタラメ手話ニキ」として知られている。

## 経歴
ジャンティはブルームフォンテーンで育った。小学校に通ったが、卒業することなく1997年に退学した。また彼はすでに過去に教師、医師、開業医、弁護士を装っていた。また、偽造した証明書を提示して中学校への入学許可を得ようとして失敗したとも言われている。
ジャンティエは2011年までボクスバーグ地方裁判所で法廷通訳として勤務していた。
1994年にはレイプ、1995年には窃盗、1997年には住居侵入、1998年には故意の器物損壊、2003年には殺人、殺人未遂、誘拐などの犯罪を犯した。1995年には窃盗で禁固3年の判決を受けた。
2011年6月のアルバーティーナ・シスルの葬儀、2012年1月のアフリカ民族会議100周年記念式典、ネルソン・マンデラの追悼式など、当時の南アフリカのジェイコブ・ズマ大統領が出席した主要な行事を含む、長年にわたって手話通訳として参加していた。
34歳の時点で既に結婚し、4人の子供の父である。ヨハネスブルク郊外にあるソウェトで高級な暮らしをしている。
2013年12月10日、ジャンティはヨハネスブルグ近郊の精神病院に行き、統合失調症の発作に苦しんでいると言った。

## ネルソン・マンデラの追悼式にて
2013年に南アフリカのFNBスタジアムで行われたネルソン・マンデラの追悼式に手話通訳として参加し、4時間程アメリカのバラク・オバマ大統領などの世界各国の著名な人物の演説内容を手話通訳した。ジャンティは国の認定を受けたプロの通訳者ではなく関係者の間でも無名の人物だったという。しかし、手話特有の表情の変化もなく真顔で手話をしていた。南アフリカ聴覚障害者協会（英語版）は、ジャンティが「手話通訳を侮辱している」と述べ、「聴覚障害者たちは怒っている」と批判した。南アフリカろう者連盟の公式通訳者であるデイリー・テレグラフが専門家に解読を依頼したところ、彼の手話を下のように語った。
イギリスの新聞社が専門家に彼の手話の一部の解読を依頼したところ手話の意味は下のようになった。
追悼式の最中から耳の聞こえない議員やプロの手話通訳者からSNSを通して「あいつを降板させろ」と非難された。また、ジャンティを雇用した経緯や警備上の観点から批判の声が挙がった。
ジャンティの登場は世界中で論評され、特にメディアで取り上げられた。12月12日にジャンティはインタビューで取材を受け、「統合失調症が原因で幻覚を見たために正確な手話を行うことが出来なかった。大変申し訳なく思っている」と述べた。しかし、彼は取材の中で「自分は手話のチャンピオンだ」、「パニックに陥りわけがわからなくなった。」と発言している。同日、障害者政策担当副大臣は「スピーチの過程で間違いが起きた」ことを認めたが、「彼は基礎的な手話通訳資格を所持しているので、偽物というのは妥当ではありません。彼は最初は上手くやりましたが、次第に疲れてしまいました。以前は裁判所で手話通訳を務め、上手くやりとりしていました」と述べ、ジャンティが偽物であるという指摘は否定した。
しかし、ジャンティは悪名を高めたものの、知名度から翌年、配信アプリの広告に抜擢された。